# 苗神客
苗 神客（びょう しんきゃく、生年不詳 - 690年）は、唐の文人。本貫は滄州東光県。

## 経歴
唐に仕えて右史・左史をつとめた。武則天は神客とともに元万頃・范履冰・周思茂・胡楚賓らを召し出し、『列女伝』・『臣軌』・『百寮新戒』・『楽書』などを編纂させた。神客らは「北門学士」と呼ばれて武則天に重用された。著作郎を最終官とした。永昌元年（689年）、徐敬業の乱に連座して嶺南に流された。天授元年（690年）8月、配流先で元万頃とともに殺害された。

## 伝記資料
- 『旧唐書』巻190 列伝第140中 文苑中
- 『新唐書』巻201 列伝第126 文芸上